# Elifasi Msomi
Elifasi Msomi, meglio noto come Axe Killer (... – Pretoria, 10 febbraio 1956), è stato un assassino seriale sudafricano, autore di 15 omicidi.

## Biografia
Msomi uccideva le sue vittime con un coltello o un'ascia; da qui gli proviene il soprannome “Axe Killer”. Le vittime erano donne, uomini e bambini che provenivano dalle valli Umkomaas e Umzikuku, nella zona del KwaZulu-Natal meridionale.
Il killer venne arrestato nel 1955: a seguito della cattura confessò più dettagli sugli omicidi e sul movente.
Elifasi era un “Sangoma”, ossia uno stregone o sciamano, di etnia Zulu. Un giorno cercò assistenza professionale da un altro Sangoma; nel corso di questo incontro disse di “essersi messo in contatto con uno spirito del male dalle fattezze elfiche, peloso, mezzo uomo e mezzo animale di nome Tokoloshe”. Questa entità, conosciuta anche come “Tikoloshe”, gli avrebbe chiesto di uccidere. Elifasi gli credette e, a partire dall'agosto del 1953, iniziò a commettere gli omicidi.
Dopo circa 18 mesi, nel febbraio 1955, fu arrestato a seguito di un omicidio nello Zibeville Kraal: stuprò la sua amante e, davanti a lei, uccise una ragazza a coltellate e ne conservò del sangue in una bottiglia. A ordinargli l'omicidio era stato il demone Tokoloshe (o almeno secondo la sua versione). L'amante si diresse subito dalla polizia, che lo arrestò.
Poco dopo la cattura fuggì e uccise 5 bambini. In generale avvicinava i malcapitati mostrandogli le sue doti di sciamano e affascinandoli, conquistandosi quindi la loro simpatia; li convinceva poi a seguirlo e, portati in un luogo lontano e isolato, li uccideva.
Fu nuovamente fermato nell'aprile dello stesso anno. Affermò "che era stato Tokoloshe ad aiutarlo a fuggire". Poco dopo la cattura fuggì per la seconda volta. La superstiziosa popolazione Zulu rimase sgomentata dalle sue fughe.
Fu fermato per l'ultima volta un mese dopo (attorno al maggio 1955); nel frattempo aveva compiuto piccoli furti. Msomi era in possesso anche di alcuni oggetti che appartenevano alle vittime; inoltre aveva ancora con sé il coltello usato per i nuovi omicidi, sporco di sangue. Incastrato definitivamente, aiutò la polizia a trovare alcuni resti delle vittime, tra cui una testa decapitata mancante.
Al processo l'Axe Killer continuò a sostenere che era stato il demone Tokoloshe a fargli compiere gli omicidi. Due psicologi che lo esaminarono dissero che Msomi aveva un quoziente intellettivo superiore alla media e che uccideva perché provava eccitazione sessuale dall'infliggere dolore agli altri: soffriva quindi di una grossa forma di sadismo; non si è a conoscenza se la storia del “demone elfico” sia una sua invenzione o no.
Elifasi nel settembre 1955 fu trovato colpevole di 15 omicidi e condannato a morte. Venne quindi impiccato il 10 febbraio 1956 nella prigione di Pretoria. Su richiesta, il giudice autorizzò una delegazione locale di capi Zulu e alcuni anziani a presiedere l'esecuzione, al fine di confermare “se Tokoloshe avesse risparmiato la morte a Msomi”. Evidentemente non successe così; uno dei capi Zulu, Chief Iwandla Manzo, disse di “essere soddisfatto” e che “Tokoloshe non l'aveva salvato”. Ma un altro dei capi ha ribadito che Tokoloshe “potrebbe tornare in vita dopo la morte, esattamente come potrebbe accadere a Msomi, forse sotto forma di Tokoloshe”.
I cittadini ansiosi vennero infine informati della morte del killer. 12 ore dopo la capanna di Msomi prese fuoco, segno che gli Zulu interpretarono come di buon auspicio.